# Scolytus schevyrewi
Espèce
Le scolyte asiatique de l'orme (Scolytus schevyrewi) est une espèce d'insectes coléoptères de la famille des Curculionidae, originaire d'Asie centrale. Cet insecte xylophage creuse des galeries sous l'écorce des ormes âgés ou affaiblis, provoquant leur dépérissement. Très similaire morphologiquement au petit scolyte de l'orme, il est susceptible de diffuser un champignon, Ophiostoma ulmi, agent de la graphiose de l'orme, grave maladie fongique des ormes d'Europe et d'Amérique du Nord.

## Description
L'insecte adulte a un corps brun-rougeâtre avec la tête noire et mesure de 3 à 4 mm de long.
La larve de couleur blanc crème a un corps en forme de C et mesure de 5 à8 mm à son dernier stade de croissance.

## Distribution
L'aire de répartition de Scolytus schevyrewi comprend l'Asie ainsi que l'Amérique du Nord (États-Unis et Canada). Cette espèce asiatique a été détectée aux États-Unis en 2003 (au moins dans les États suivants : Arizona, Colorado, Kansas, Utah et Nouveau-Mexique.
Le scolyte asiatique de l'orme est absent d'Europe et du bassin méditerranéen et à ce titre avait été inscrit en 2005, après son introduction aux États-Unis, sur la « liste d'alerte » de l'Organisation européenne et méditerranéenne pour la protection des plantes (OEPP). Il en a été radié en 2008, en considération du fait qu'il n'était pas plus dangereux que le scolyte européen.

## Hôtes
Les hôtes primaires de Scolytus schevyrewi sont les ormes : principalement Ulmus pumila (orme de Sibérie), Ulmus laevis  (orme lisse), Ulmus davidiana var. japonica (orme japonais), Ulmus macrocarpa (orme à gros fruits), Ulmus carpinifolia (orme à feuilles de charme) et Ulmus propinqua en Asie, tandis qu'au Colorado, outre Ulmus pumila, on note aussi deux espèces d'ormes indigènes : Ulmus americana (orme d'Amérique) et ulmus thomasii (orme liège).
D'autres hôtes ont été recensés en Asie, notamment : Salix babylonica (saule pleureur), Eleagnus spp. (olivier de Bohême ), Caragana korshinskii, Prunus padus (merisier à grappes), Prunus armeniaca var. ansu (abricotier), ; Santa Rosa plum, Prunus salicina (prunier du Japon), Prunus persica (pêcher), Prunus ×yedoensis (cerisier Yoshino) et Prunus pseudocerasus (cerisier chinois).